# Otto Steidle
Otto Steidle (Gadderbaum, 16 marzo 1943 – Monaco di Baviera, 28 febbraio 2004) è stato un architetto tedesco.

## Biografia
Dopo gli studi di architettura alla Staatsbauschule München e all'Accademia delle belle arti di Monaco di Baviera, nel 1966 aprì il suo primo studio, che nel 1969 assunse la denominazione Steidle und Partner.
Il suo stile si caratterizzò per una forte libertà formale e nell'articolazione degli spazi. Fu inoltre particolarmente attivo nel campo dei prefabbricati e della bioarchitettura.
Fu professore all'università di Kassel e all'università tecnica di Berlino.